# Шаверья
Шаверья́ (фр. Chaveyriat) — коммуна во Франции, находится в регионе Рона — Альпы. Департамент — Эн. Входит в состав кантона Шатийон-сюр-Шаларон. Округ коммуны — Бурк-ан-Брес.
Код INSEE коммуны — 01096.

## География
Коммуна расположена приблизительно в 360 км к юго-востоку от Парижа, в 55 км севернее Лиона, в 13 км к западу от Бурк-ан-Бреса.
По территории коммуны протекает река Иранс, приток реки Вель.

## Климат
Климат полуконтинентальный с холодной зимой и тёплым летом. Дожди бывают нечасто, в основном летом.

## Население
Население коммуны на 2010 год составляло 927 человек.
| 1962 | 1968 | 1975 | 1982 | 1990 | 1999 | 2010 |
| ---- | ---- | ---- | ---- | ---- | ---- | ---- |
| 623  | 616  | 567  | 598  | 766  | 810  | 927  |

## Экономика
В 2010 году среди 606 человек трудоспособного возраста (15—64 лет) 469 были экономически активными, 137 — неактивными (показатель активности — 77,4 %, в 1999 году было 74,8 %). Из 469 активных жителей работали 450 человек (238 мужчин и 212 женщин), безработных было 19 (9 мужчин и 10 женщин). Среди 137 неактивных 45 человек были учениками или студентами, 58 — пенсионерами, 34 были неактивными по другим причинам.

## Достопримечательности
- Церковь Св. Иоанна Крестителя (XII век). Исторический памятник с 1947 года.[8]